# 小行星5214
小行星5214（英語：5214 Oozora）是一颗围绕太阳公转的小行星。1990年11月13日，高橋篤史、渡邊和郎在北见发现了此天体。
这颗小行星的绝对星等为262.30343等。